# Sciurus spadiceus steinbachi
Sciurus spadiceus steinbachi is een ondersoort van de eekhoorn Sciurus spadiceus die voorkomt in Bolivia. Deze eekhoorn is genoemd naar T. Steinbach, die het holotype op 14 juni 1909 heeft gevangen in Santa Cruz de la Sierra in Bolivia.
S. s. steinbachi is veel lichter gekleurd dan andere ondersoorten van S. spadiceus. De rug is geel, net als de kop. Hij is daarmee ongeveer even groot als Ook de staart en de buik zijn lichtgeel. De totale lengte bedraagt 475 tot 505 mm, de kop-romplengte 250 tot 260 mm, de achtervoetlengte 225 tot 225 mm en de achtervoetlengte 55 mm.